# 아마가사키역 (서일본 여객철도)
아마가사키역(일본어: 尼崎駅, あまがさきえき)은 일본 효고현 아마가사키시에 있는 철도역이다. 서일본 여객철도 (JR 서일본)가 관할하며, ICOCA (상호 이용가능 대상 포함), J스루 카드 등을 이용할 수 있는 역이다.
고베 ·  다카라즈카 ·  오사카 ·  교토를 서로 잇는 중요한 역이다. 하지만, 이 역은 철도 시설상에서 중요한 역이며, 아마가사키 시의 사실상 중심역은 한신 전기 철도 아마가사키 역이고, 아마가사키 시청은 다치바나역과 가깝다.

## 이용 가능한 철도 노선
- 서일본 여객철도 (JR 서일본)
  - 도카이도 본선 (JR 고베 선)
  - 후쿠치야마 선 (JR 다카라즈카 선) - 후쿠치야마 선 자체의 종점역이나, 전 열차가 위아래 두 노선과 직통하는 관계.
  - JR 도자이 선 - 열차에 따라서 위의 두 노선과 상호 직통

이 밖에도 도카이도 본선의 화물 지선 (홋포 화물선)의 종점이기도 하다. 이 화물선은 정기 여객 열차의 통행은 없지만, 오사카역 개수 공사가 밤중에도 계속되는 경우 야행 열차가 경유하는 일도 있다 (이 경우 오사카 역에 정차하는 대신에 이 역에 정차한다).

## 역 구조
4면 8선의 플랫폼이 있는 지상역 (교상역사). 각 선로가 방향별로 배선되어 있다. 8번 타는 곳의 북측에 플랫폼이 없는 9번선도 있다. 개찰구 내에 JR 서일본 자회사가 경영하는 서점이 있다.

### 승강장
↑산노미야·히메지·다카라즈카 방면

| １２ | | ３４ | | ５６ | | ７８ | |

오사카·교토·교바시·기즈 방면↓
| 1 | ■ JR 고베 선       | ■ 쾌속 (아침 러시아워) ■ 신쾌속                   | 산노미야 · 아카시 · 히메지 방면            |
| 2 | ■ JR 다카라즈카 선 | ■ 보통 ■ 쾌속 (일부 제외 오사카 발) ■ 단바지 쾌속 | 다카라즈카 · 산다 · 사사야마구치 방면      |
| 2 | ■ JR 다카라즈카 선 | ■ 특급 기타킨키 호                                | 후쿠치야마 · 도요오카 · 기노사키 온천 방면 |
| 2 | ■ JR 다카라즈카 선 | ■ 특급 몬주 호 ■ 특급 탄고 익스플로러 호          | 후쿠치야마·미야즈 · 아마노하시다테 방면    |
| 3 | ■ JR 다카라즈카 선 | ■ 보통 ■ 쾌속 (JR 도자이 선에서)                  | 다카라즈카 · 산다 · 사사야마구치 방면      |
| 3 | ■ JR 고베 선       | ■ 보통 (아침 일부)                                | 산노미야 · 아카시 · 히메지 방면            |
| 4 | ■ JR 고베 선       | ■ 보통 ■ 쾌속                                     | 산노미야 · 아카시 · 히메지 방면            |
| 5 | ■ JR 교토 선*      | ■ 보통 ■ 쾌속                                     | 오사카 · 신오사카 · 다카쓰키 · 교토 방면   |
| 5 | ■ JR 도자이 선     | ■ 보통 (주로 고베 방면에서)                       | 기타신치 · 교바시 · 시조나와테 방면        |
| 6 | ■ JR 교토 선*      | ■ 보통 (주로 다카라즈카 선에서)                   | 오사카 · 신오사카 · 다카쓰키 · 교토 방면   |
| 6 | ■ JR 도자이 선     | ■ 보통 ■ 구간쾌속 ■ 쾌속 (주로 다카라즈카 선에서) | 기타신치 · 교바시 · 시조나와테 방면        |
| 7 | ■ JR 다카라즈카 선 | ■ 보통 ■ 쾌속 ■ 단바지 쾌속                       | 오사카 행 (쓰카모토 통과)                  |
| 7 | ■ JR 다카라즈카 선 | ■ 후쿠치야마 선 특급                              | 오사카 · 신오사카 방면                     |
| 7 | ■ JR 도자이 선     | ■ 보통 ■ 구간쾌속 ■ 쾌속 (모두 러시아워 시만)     | 기타신치 · 교바시 · 시조나와테 방면        |
| 7 | ■ JR 도자이 선     | ■ 직통 쾌속 (오사카히가시 선 경유)                | 기타신치 · 교바시 · 오지 · 나라 방면       |
| 8 | ■ JR 교토 선       | ■ 쾌속 (러시아워 시) ■ 신쾌속                     | 오사카 · 신오사카 · 다카쓰키 · 교토 방면   |
| 8 | ■ JR 다카라즈카 선 | ■ 쾌속 (아침 일부)                                | 오사카 행                                  |

- 상행은 대부분의 열차가 JR 교토 선에 직통하므로 안내 상에서도 JR 교토 선이라고 표기되어 있다 (쓰카모토역이나 신오사카역 등에서 볼 수 있음).
- 1번 승강장에서 발착하는 아침, 저녁의 일부 쾌속 열차는 아시야 역부터 외측선을 주행하며, 저녁 시간대의 열차의 경우에는 아시야 이서에서도 외측선, 열차선을 주행하는 탓에 스마·다루미·마이코를 통과한다 (아침 시간대의 경우에는 아시야에서 내선으로 이동).
- 당역 종착의 열차는 주로 4번 승강장에 도착하며, 역의 서측에 있는 유치선에서 회차하여 5번 승강장에서 발차한다. 2·3번 승강장에 도착한 경우에는 직접 회차하지 않고 쓰카구치 역 등으로 회송하여 회차한다. 한편, 오사카히가시 선의 직통 쾌속의 경우에는 2·3번 승강장에 도착한다.
- 3·4번 승강장과 5·6번 승강장에서는 JR 교토 선·JR 고베 선·JR 다카라즈카 선·JR 도자이 선의 열차가 상호 환승할 수 있도록 시각표가 짜여 있다. 3·4번 승강장을 예를 들자면 다음과 같다 (단, 평일 아침 러시아워 시 제외).
  - JR 고베 선 쾌속 (JR 교토 선에서 옴) ↔ JR 다카라즈카 선 쾌속 (JR 도자이 선에서 옴)
  - JR 고베 선 보통 (JR 도자이 선에서 옴) ↔ JR 다카라즈카 선 보통 (JR 교토 선에서 옴)
- 평일 아침 러시아워 시에는 다음과 같다.
  - 당역 종착 보통 (JR 교토 선에서 옴) ↔ JR 고베 선 보통 (JR 도자이 선에서 옴)
- 5·6번 승강장은 위의 예와는 역방향이다.

## 이용 상황
2006년도의 1일 평균 승차 인원 수는 약 34, 499명으로, JR 서일본 관내 20위.

## 버스 노선
한신 버스 아마가사키 시내선이 운행한다. 일부는 아마가사키 교통사업진흥(ATS사)과 공동운행 또는 관리 위탁.
1, 2, 3번 승강장이 북구의 'JR 아마가사키(북쪽)', 4, 5, 6번 승강장이 남구의 'JR 아마가사키(남쪽)'로 되어 있다.
| 승강장 | 승강장 | 계통    | 목적지                                  | 비고                                                        |
| ------ | ------ | ------- | --------------------------------------- | ----------------------------------------------------------- |
| 북쪽   | 1      | 11      | 한큐 소노다 (남쪽) / 츠카구치 영업소 앞 | 평일 밤 1편은 츠카구치 영업소 앞 정차                       |
| 북쪽   | 1      | 12      | 한큐 쓰카구치                           | 나코지 경유                                                 |
| 북쪽   | 2      | 48-2    | 한큐 무코노소(북쪽)                     | 평일 낮에만 운행                                            |
| 북쪽   | 2      | 58      | 한큐 쓰카구치                           | 평일에만 운행. 오하마 경유                                  |
| 북쪽   | 3      | 11      | 한신 아마가사키(북쪽)                   | 니시나가스 경유                                             |
| 북쪽   | 3      | 12      | 한신 구이세                             | 공업고등학교 이후는 남쪽에서 출발하는 24번 등과 동일한 경로 |
| 남쪽   | 4      | 23      | 한신 아마가사키(북쪽)                   | 일부 첫차 운행 있음                                         |
| 남쪽   | 4      | 48      | 한큐 무코노소(북쪽)                     | 평일 아침 저녁만 운행                                       |
| 남쪽   | 4      | 50 50-2 | 한신데야시키                            |                                                             |
| 남쪽   | 4      | 50-3    | 아마가사키 종합의료센터 정문 앞         | 평일에만 운행.                                              |
| 남쪽   | 4      | 50-4    | 무코가와                                |                                                             |
| 남쪽   | 4      | 55      | 한큐 무코노소(남쪽)                     |                                                             |
| 남쪽   | 5      | 23      | 도노우치                                |                                                             |
| 남쪽   | 5      | 24 AD3  | 한큐 소노다 (북쪽)                      |                                                             |
| 남쪽   | 6      | 24      | 한신 구이세                             | 조코지 경유                                                 |
| 남쪽   | 6      | 50-2    | 한신 구이세                             | 평일만 운행하며 24번과 경유지는 동일합니다.                 |
| 남쪽   | 6      | 51      | 한신 구이세                             | 낮에만 운행. 히가시다이모쓰초 1초메 경유                    |
| 남쪽   | 6      | 52      | 코스모산업단지 앞                       | 아침과 토・일・공휴일 저녁 운행                             |
| 남쪽   | 6      | 52A     | 코스모산업단지 앞                       | 평일 저녁 3편만 운행                                        |
| 남쪽   | 6      | AD3     | 아마가사키 드라이브 스쿨 앞             |                                                             |

## 역사

### 연표
- 1874년 6월 1일 - 일본국유철도의 역으로 개업. 당시 역명은 간자키역(일본어: 神崎駅, かんざきえき).
- 1896년 6월 8일 - 간카쿠 철도의 간자키 ~ 쓰카구치간 개업. 현재의 후쿠치야마 선의 전신.
- 1907년 8월 1일 - 간카쿠 철도 국유화.
- 1911년 9월 6일 - 아마가사키 역(일본어: 尼ヶ崎駅, 후의 아마가사키 항역) - 쓰카구치 간에 간자키 승강장 개설.
- 1949년 1월 1일 - 아마가사키역으로 개칭. 간자키 승강장도 아마가사키 승강장으로 개칭.
- 1967년 10월 1일 - 아마가사키 시장역까지의 화물지선 개통.
- 1969년 4월 30일 - 아마가사키 승강장을 병합하여 아마가사키 임시 승강장으로.
- 1980년 10월 1일 - 아마가사키 시장역까지의 노선 폐지.
- 1981년 4월 1일 - 아마가사키 항선의 여객 영업 정지에 따라 아마가사키 임시 승강장 폐지.
- 1987년 4월 1일 - 일본국유철도 분할 민영화에 따라서 서일본 여객철도와 일본화물철도의 역이 됨.
- 1995년 9월 29일 - 신오코 제지 간자키 공장에의 화물 수송 종료.
- 1995년 11월 25일 - 교상 역사로 개축.
- 1997년 3월 8일 - JR 도자이 선 개통. 신쾌속 및 쾌속이 종일 정차하게 되고, 특급 '기타긴키'도 정차하게 됨.
- 2005년 4월 25일 - 후쿠치야마 선 탈선 사고 발생. 사망자 107명에 달하는 대참사로, 이 영향을 받아 후쿠치야마 선 아마가사키 ~ 다카라즈카간 연락 중지.
- 2005년 6월 19일 - 55일 만에 후쿠치야마 선 운행 재개.
- 2006년 4월 1일 - 일본화물철도의 역이 정식으로 폐지.

## 기타 사항
- 제 4회 긴키의 역 백선에 뽑힘.

## 인접 역 정보
| 서일본 여객철도 도카이도 본선 | 서일본 여객철도 도카이도 본선                     | 서일본 여객철도 도카이도 본선 |
| ----------------------------- | ------------------------------------------------- | ----------------------------- |
| 오사카 쓰루가 방면            | ■ JR 고베 선 신쾌속                               | 아시야 반슈아코 방면          |
| 오사카 나가하마 방면          | ■ JR 고베 선 쾌속                                 | 니시노미야 히메지 방면        |
| 쓰카모토 교토 방면            | ■ JR 고베 선 보통                                 | 다치바나 니시아카시 방면      |
| (JR 도자이 선 직결)           | ■ JR 고베 선 JR 도자이 선 직결 보통               | 다치바나 니시아카시 방면      |
| 서일본 여객철도 후쿠치야마 선 |                                                   |                               |
| 오사카 방면                   | ■ JR 다카라즈카 선 쾌속 · 단바지 쾌속 · 일부 보통 | 이타미 사사야마구치 방면      |
| (JR 도자이 선 직결)           | ■ JR 다카라즈카 선 JR 도자이 선 직결 쾌속         | 이타미 사사야마구치 방면      |
| 쓰카모토 오사카 방면          | ■JR 다카라즈카 선 보통                            | 쓰카구치 신산다 방면          |
| 서일본 여객철도 JR 도자이 선  |                                                   |                               |
| 가시마 기즈 방면              | ■ JR 도자이 선 쾌속                               | (후쿠치야마 선 직결)          |
| 가시마 나라 방면              | ■ JR 도자이 선 직통쾌속 · 구간쾌속                | 시·종착역                     |
| 가시마 마쓰이야마테 방면      | ■ JR 도자이 선 보통                               | (도카이도 본선 직결)          |

## 같이 보기
- 아마가사키역 (한신 전기 철도)